# Joan Plaza
Joan Plaza i Durán (* 26. Dezember 1963 in Barcelona) ist ein spanischer Basketballtrainer. Seit 2023 steht er bei AEK Athen unter Vertrag.

## Karriere
Joan Plaza begann seine Laufbahn als Trainer in der von ihm und seinen Bruder gegründeten Basketballschule EB Betsaida. Parallel dazu arbeitete er für die Damenmannschaft von EB Santísima Trinitat sowie beim kleinen Verein CB Sant Adriá. Im Jahr 1995 wechselte er schließlich als Nachwuchstrainer zu Joventut de Badalona, wo er sowohl in der Jugend als auch als Assistenztrainer der ersten Mannschaft bis 2004 verblieb. Seinen größten Erfolg feierte er in der Saison 2000/01, als er die spanische U20-Meisterschaft gewann.
Im Sommer 2004 wechselte Joan Plaza auf Wunsch des neuen Trainers Božidar Maljković als Assistent zu Real Madrid. Als der Serbe schließlich 2006 nach einer enttäuschenden Saison entlassen wurde, übernahm Plaza erstmals das Amt des Cheftrainers. Real Madrid gewann in dieser Saison die ersten dreizehn Ligaspiele in Serie, wodurch Plaza einen neuen Rekord für einen Trainer in seinem ersten Jahr aufstellte. International gewann er den ULEB Cup und zudem als erst dritter Trainer in der Geschichte des spanischen Basketballs in seinem Debütjahr die spanische Meisterschaft.
Mit Žalgiris Kaunas wurde Plaza im Spieljahr 2012/13 litauischer Meister sowie Supercup-Sieger. Als Trainer von Unicaja Málaga führte er die Mannschaft 2017 zum Gewinn des EuroCups. Ab 2018 betreute er BK Zenit Sankt Petersburg, im Februar 2020 endete die Zusammenarbeit.
Im Sommer 2023 wurde er als neuer Cheftrainer von AEK Athen vorgestellt.

## Erfolge

### International
- EuroCup: 2006/07, 2016/17
- Bester Trainer des ULEB Cup: 2007

### National
- Spanische Meisterschaft: 2006/07
- Litauischer Meister: 2012/13
- Litauischer Supercup-Sieger: 2012
- Bester Trainer der spanischen Liga: 2006/2007, 2007/2008